# Loop the Loop
«Loop De Loop» es una canción bailable interpretada por los Pekenikes a ritmo de twist en 1963 para un EP del mismo nombre. El cantante del grupo en ese momento era Junior. El original del que parten es de Johnny Thunder, pero el tema original es una canción infantil anglosajona, reescrita por Joe Dong y Teddy Vann para thunder en 1962.